# Carola Pohlmann
Carola Pohlmann (* 29. Februar 1960 in Berlin) ist eine deutsche Germanistin.

## Leben
Pohlmann wuchs in Königs Wusterhausen auf. Sie besuchte eine 10-klassige Oberschule, für die ein anschließendes Abitur nicht vorgesehen war. Aufgrund außergewöhnlich guter Noten wurde ihr nach der 8. Klasse die Möglichkeit eingeräumt, in einer erweiterten Oberschule das Abitur zu machen. Auf eigenen Wunsch wurde sie in ihre ursprüngliche Schule zurück versetzt. Nach der 10. Klasse absolvierte sie an der Staatsbibliothek der DDR eine Ausbildung zur Bibliotheksassistentin. Im 2. Ausbildungsjahr holte sie auf einer Abendschule das Abitur nach. Nach dem Abschluss dieser zweijährigen Ausbildung war sie dort in der Abteilung „Asien/Afrika“ tätig. Pohlmann studierte bis 1985 Germanistik an der Universität Leipzig und Bibliothekswesen an der Humboldt-Universität zu Berlin. Seit dem 1. Juli 1993 ist sie Leiterin der Kinder- und Jugendbuchabteilung der Staatsbibliothek zu Berlin. Am 10. Mai 2023 wurde ihr der Max-Herrmann-Preis verliehen.

## Publikationen
- Christian Grawe: Theodor Fontane: Effi Briest. Frankfurt a. M., München, Berlin: Diesterweg, 1985. In: Fontane-Blätter, Jg. 6, 1987, S. 583–584
- Die Entwicklung der Kinder- und Jugendbuchabteilung von ihrer Gründung im Jahre 1951 bis zur Gegenwart. In: Tradition und Wandel. 1995, S.
- Eva Johanna Rubin : Märchen, Baum und Wundertier. 1996
- Erfahrung schrieb's und reicht's der Jugend. 1996
- Bildungsvermittlung – Möglichkeiten und Grenzen im Spiegel der Kinderliteratur des 19. Jahrhunderts. 1996
- Jeder nach seiner Art : Kinderbuchillustrationen von Klaus Ensikat. 1997, ISBN 3-89500-004-3
- Joachim Heinrich Campe als Kinder- und Jugendschriftsteller. In Kinder- und Jugendbuchforschung. 1996/97, S. 3–5
- Buchkunst von Eva Johanna Rubin. In: Marginalien. 1997, S. 10–16
- Respektpersonen. 1999
- Die Darstellung von Eltern-Kind-Beziehungen an ausgewählten Beispielen der historischen Kinder- und Jugendliteratur. In: Respektspersonen. 1999, S. 35–47
- GeschichtsBilder : historische Jugendbücher aus vier Jahrhunderten. 2000, ISBN 3-89500-182-1
- Nur für brave Kinder – Spiel- und Verwandlungsbücher im 19. Jahrhundert. Vortrag. 2000.
- Bibliographien zur deutschsprachigen historischen Kinder- und Jugendliteratur. In: Kinder- und Jugendliteraturforschung. 2000/01, S. 135–150
- Kinder- und Jugendliteraturforschung 2000/2001. 2001, ISBN 978-3-476-01871-7
- Kinder- und Jugendliteraturforschung 2001/2002. 2002, ISBN 978-3-476-01926-4
- Kinder- und Jugendbuchabteilung der Staatsbibliothek Preußischer Kulturbesitz (Berlin). 2002, ISBN 978-3-476-02891-4
- Kinder- und Jugendliteraturforschung 2002/2003. 2003, ISBN 978-3-476-02890-7
- Kein Druckort Nirgends? : Die Verlagslandschaft nach 1989 in den neuen Bundesländern. In: Beiträge Jugendliteratur und Medien. 2004, S. 262–264
- Jüdische Kinderbücher in der Kinder- und Jugendabteilung der Staatsbibliothek zu Berlin. In: Marginalien, 2004, Nr. 174, S. 27–36
- Däumelinchen, Nachtigall und Zinnsoldat : Märchenbilder zum 200. Geburtstag von Hans Christian Andersen. 2005
- Auf zum Olymp : Antike in Kinderbüchern aus sechs Jahrhunderten. 2005
- Das E. T. A.-Hoffmann-Archiv in der Staatsbibliothek zu Berlin. In: Mitteldeutsches Jahrbuch für Kultur und Geschichte, Jg. 12, 2005, S. 299–301
- Jüdische Kinderbücher in der Staatsbibliothek zu Berlin : Anmerkungen anläßlich der Ausstellung "Jüdisches Kinderleben im Spiegel jüdischer Kinderbücher. Mitteldeutsches Jahrbuch für Kultur und Geschichte, Jg. 14, 2007, S. 113–117
- Berlin – Stendal: „Auf dem Olymp – Antike in Kinderbüchern aus sechs Jahrhunderten“. In: Mitteldeutsches Jahrbuch für Kultur und Geschichte, Jg. 14, 2007, S. 250–252
- Wien und Berlin : zwei Metropolen im Spiegel des Kinderbuchs 1870 – 1945. 2008, ISBN 978-3-88053-151-2
- Das E.-T.-A.-Hoffmann-Archiv in der Staatsbibliothek zu Berlin. In: Bibliotheksmagazin, 2008, Nr. 2, S. 3–5
- „Viel Feind, viel Ehr“?$dMilitärdarstellungen in Kinder- und Jugendbüchern. In: Aus dem Antiquariat, N. F. 6, 2008, Nr. 2, S. 79–86
- „Sieh einmal, hier steht er“ : Lesung und Ausstellung zum 200. Geburtstag von Heinrich Hoffmann, dem Vater des „Struwelpeter“. In: Bibliotheksmagazin, 2009, Nr., S. 3–8
- Wie Arminius und Varus ihren Weg ins Kinderzimmer fanden : Kinder und Jugendbücher aus vier Jahrhunderten. 2009
- Der Struwwelpeter : Heinrich Hoffmann zum 200. Geburtstag. Berliner Faksimile 4. 2009
- Biblische Augen- und Seelen-Lust : Illustrationen in christlich-religiösen Kinderbüchern vom Beginn des Buchdrucks bis zum Ende des 19. Jahrhunderts. In: Libri pretiosi, Jg. 12, 2009, S. 102–110
- „Schauplatz der Natur“ : Darstellungen von Naturwissenschaft und Technik in Kinderbüchern vom 17. bis zur Mitte des 19. Jahrhunderts. In: Marginalien, 2010, Nr. 197, S. 3–15
- Handbuch zur Kinder- und Jugendliteratur. In: Zeitschrift für Bibliothekswesen und Bibliographie, Jg. 57, 2010, Nr. 2, S. 125–126
- Bunte Scenerien aus dem Menschenleben : Leopold Chimani und sein Verleger Heinrich Friedrich Müller. In: Kindheit, Kindheitsliteratur, Kinderliteratur. 2010, S. 69–82
- Das Leben ist eine Planstelle : Erinnerungen an die deutschen Herbste 1989 bis 1992. In: Wendezeit – Zeitwende in deutschen Bibliotheken, 2011, S. 229–240
- Kinder- und Jugendliteraturforschung 2009/2010. 2011, ISBN 978-3-631-61335-1
- Ernst von Houwald : ein „Lieblingsschriftsteller der Jugend“ im frühen 19. Jahrhundert. In: Kindheit in der Mark, Jg. 81, 2011, S. 10–17
- Kinder- und Jugendliteraturforschung 2010/2011. 2011, ISBN 978-3-653-01195-1
- Von der Lust, Kinderbücher zu sammeln – eine Veranstaltung in der Staatsbibliothek zu Berlin. In: Aus dem Antiquariat, Jg. 9, 2011, S. 278–281
- Rotkäppchen kommt aus Berlin! : 200 Jahre „Kinder- und Hausmärchen“ in Berlin. 2012, ISBN 978-3-88053-186-4
- Kinder- und Jugendliteraturforschung 2011/2012. 2012, ISBN 978-3-653-02250-6
- Abenteuer- und Reiseliteratur für die Jugend. In: Die Kinder- und Jugendliteratur in der Zeit der Weimarer Republik. 2012, S. 75–88
- Kinder- und Jugendliteraturforschung 2012/2013. 2013, ISBN 978-3-653-03806-4
- Das Kinderbuch erklärt den Krieg : der Erste Weltkrieg in Kinder- und Jugendbüchern. 2014, ISBN 978-3-88053-200-7
- Kinder- und Jugendliteraturforschung 2013/2014. 2014, ISBN 978-3-631-65531-3
- Krabat in der Urfassung : zur Übernahme des Nachlasses von Otfried Preußler durch die Staatsbibliothek zu Berlin. In: Jahrbuch Preußischer Kulturbesitz, Jg. 49, 2013, S. 422–431
- E. T. A. Hoffmann – „Die Abenteuer der Silvester-Nacht“. Berliner Faksimile 8. 2014
- Kinder- und Jugendliteratur : Sammeln und Erwerben. 2015, ISBN 978-3-936960-88-4
- Kinder- und Jugendliteraturforschung 2014/2015. 2015, ISBN 978-3-631-66796-5
- Das Fortleben traditioneller Illustrationskunst in der Nachkriegszeit (1945–1965). In: Grimms Märchenwelt im Bilderbuch. 2015, S. 3–34
- Das Sammeln von Kinder- und Jugendmedien in einer wissenschaftlichen Universalbibliothek : Bestandsaufbau in der Kinder- und Jugendbuchabteilung der Staatsbibliothek zu Berlin. Kinder- und Jugendliteratur, 2015, S. 55–82
- Kein Kinderspiel : Spiel- und Bewegungsbilderbücher vom 17. Jahrhundert bis zur Gegenwart. In: Imprimatur, N. F. 25. 2017, 39-[62]
- Bilder vom „Fahrenden Volk“ : die Darstellung von „Zigeunern“ in Kindersachbüchern vom 17. bis zur Mitte des 19. Jahrhunderts in Text und Bild. In: „Denn sie rauben sehr geschwind jedes böse Gassenkind“, 2017, S. 171–173
- Bewegungsbücher digital (BeWeB-3D) – ein generisches Konzept zur digitalen Replikation dynamischer Buchobjekte. 2018. doi:10.2314/GBV:1024770559
- The children's and young adult section of the Berlin State Library and its collection of folk and fairy tales. Arab and German tales, 2018, S. 83–86
- Die Kinder- und Jugendbuchabteilung der Staatsbibliothek zu Berlin und ihre Märchensammlung. In: Arab and German tales, 2018, S. 192–195
- Geschätzt und bewahrt : Erwerbungen für die Sammlung der Originalillustrationen in der Kinder- und Jugendbuchabteilung. In: Bibliotheksmagazin, Jg. 14, 2019, S. 76–82
- Reisende Erzählungen : Tausendundeine Nacht zwischen Orient und Europa. 2019, ISBN 978-3-458-20038-3
- „Literatur eben und nichts Anderes“ : zum Tod des Verlegers Hans-Joachim Gelberg. Marginalien, 2020, Nr. 239, S. 78–84
- Adolf Holst als Kalendermann. In: Bilderbücher, 2021, S. 197–220
- (K)ein Kinderspiel : Spielzeug als Spiegel der Industrialisierung. 2021
- Von Anna Humpelhexe bis Zacharias Zappelbein : Wagemut und Wandel in Originalillustrationen zu Texten von Franz Fühmann. 2022
- „Die Weibergeschichte der beyden Sultane“ : deutschsprachige Kinderbuchausgaben von Tausendundeiner Nacht vom späten 18. bis zum Ende des 19. Jahrhunderts. Märchenhafter Orient, 2023, S. 251–272
- Kinder- und Jugendbuchverlage : geschichtlicher Abriss und Überblick über die Firmen. In: Geschichte des deutschen Buchhandels im 19. und 20. Jahrhundert ; Bd. 5, T. 2. 2023